# Máté Koch
Pour les articles homonymes, voir Koch.
Máté Tamás Koch, né le 19 juillet 1999, est un escrimeur hongrois pratiquant l'épée. Il en est le champion du monde 2023 en individuel et champion d'Europe par équipes la même année.

## Carrière
Il se révèle sur le circuit mondial senior à dix-sept ans, obtenant une médaille de bronze individuelle lors de la Coupe d'Heidenheim 2017. Il répète ce résultat au Challenge Monal en 2019, mais sa véritable percée se produit lors de la saison 2021-2022, qui le voit passer du 49e rang mondial au 6e, grâce à trois nouveaux podiums et une première finale, perdue contre Volodymyr Stankevych à Tbilissi, mais surtout son inclusion dans l'équipe de Hongrie disputant les championnats d'Europe et du monde. Il atteint les huitièmes de finale de ce tournoi mondial, mais tombe contre un autre Ukrainien, Ihor Reizlin (10-15) et se classe 11e. 
Sa saison 2022-2023 est bien plus discrète. Il atteint une nouvelle finale en Coupe du monde à Istanbul, mais il est battu d'une touche par le Français Alexandre Bardenet (12-13). Il recule légèrement, à la 12e place du classement mondial, au moment d'aborder les championnats du monde 2023.
Mais il y réalise un parcours parfait et devient champion du monde, dominant en finale le jeune prodige italien, champion d'Europe en titre, Davide Di Veroli. Il succède pour son pays au champion du monde 2019, Gergely Siklósi, qu'il a battu en cours de compétition. Au tout début de la troisième période de la finale, alors que le Hongrois et Di Veroli sont à égalité à 6-6 et que la tension est maximale, Koch se distingue par un beau geste sportif en signalant immédiatement une touche au sol après une attaque sur le pied de son adversaire, pourtant validée par l'appareil électrique malgré l'isolation de la piste. Alors que les deux tireurs s'observent et reçoivent chacun un carton jaune de passivité, Koch prend l'avantage d'une touche au pied cette fois-ci bien valide, puis creuse son avance pour mener 9-6 à 40 secondes du terme de l'assaut. Il essuie ensuite les attaques de plus en plus précipitées de l'Italien pour l'emporter 14-10.
Son maître d'armes, Gábor Boczkó, dit de lui que « Sa force réside en ce qu'il ne vit que pour l'escrime, tout le reste lui est étranger ».

## Palmarès
- Jeux olympiques
  -  Médaille d'or par équipes  aux Jeux olympiques de 2024 à Paris

- Championnats du monde d'escrime
  -  Médaille d'or en invididuel aux championnats du monde d'escrime 2023 à Milan
  -  Médaille d'argent par équipes aux championnats du monde 2025 à Tbilissi

- Championnats d'Europe d'escrime
  -  Médaille d'or par équipes aux Jeux européens de 2023 à Cracovie
  -  Médaille de bronze par équipes aux championnats d'Europe d'escrime 2019 à Düsseldorf

## Classement en fin de saison
| Année | 2016 | 2017 | 2018 | 2019 | 2020 | 2021 | 2022 | 2023 |
| ----- | ---- | ---- | ---- | ---- | ---- | ---- | ---- | ---- |
| Rang  | 856  | 82   | 91   | 56   | 53   | 49   | 6    | 2    |